# Porcellio lepineyi
Porcellio lepineyi là một loài chân đều trong họ Porcellionidae. Loài này được Verhoeff miêu tả khoa học năm 1937.